# Greniera humeralis
Greniera humeralis är en tvåvingeart som beskrevs av Currie, Adler och Wood 2004. Greniera humeralis ingår i släktet Greniera och familjen knott. Inga underarter finns listade i Catalogue of Life.